# Ácido umbelico
Ácido umbelico (2,4-dihydroxycinnamic acid)  es un ácido hidroxicinámico. Se trata de un isómero de ácido cafeico.
Es un precursor en la umbeliferona en su ruta de biosíntesis. Umbeliferona es un fenilpropanoide y, como tal, se sintetiza a partir de L-fenilalanina, que a su vez se produce a través de la vía de shikimato. La fenilalanina se transforma  en ácido cinámico, seguido por hidroxilación por cinamato 4-hidroxilasa para producir ácido 4-cumárico. El ácido 4-cumárico es de nuevo hidroxilado por cinamato / cumarato 2-hidroxilasa para producir ácido 2,4-dihidroxi-cinámico seguido de una rotación de unión del enlace insaturado adyacente al grupo ácido carboxílico. Por último un ataque intramolecular del grupo hidroxilo de C2 'para el grupo de ácido carboxílico se cierra el anillo y forma la lactona umbeliferona.
  {\displaystyle {\xrightarrow {PAL}}}  {\displaystyle {\xrightarrow {C4H}}}  {\displaystyle {\xrightarrow {C2H}}}  {\displaystyle \longrightarrow } 
La enzima descarboxilasa 4-hidroxicinamato , inducida en especies de bacterias, tales como Klebsiella oxytoca, funciona también con análogos de ácido p-cumárico, tales como E-2 ,4-dihidroxicinámico.